# Грушевский сельский совет (Судак)
Грушевский сельский совет (укр. Грушівська сільська рада, крымскотат. Suvuq Sala köy şurası) — административно-территориальная единица в подчинении Судакского горсовета в составе АР Крым Украины (фактически до 2014 года), ранее до 1991 года — в составе Крымской области УССР в СССР, до 1954 года — в составе Крымской области РСФСР в СССР, до 1945 года — в составе Крымской АССР РСФСР в СССР. Население по переписи 2001 года — 3381 человек, площадь совета 35 км². Расположен на севере территории горсовета, на северных склонах Главной гряды Крымских гор в долинах рек Салы и Мокрый Индол.
К 2014 году состоял из 3 сёл:
- Грушевка
- Переваловка
- Холодовка

## История
Салынский сельсовет был образован в начале 1920-х годов в составе Старо-Крымского района. Декретом ВЦИК от 4 сентября 1924 года «Об упразднении некоторых районов Автономной Крымской С. С. Р.» Старо-Крымский район был упразднён и село включили в Феодосийский. По результатам всесоюзной переписи 17 декабря 1926 года Салынский сельский совет включал 7 населённых пунктов с населением 1577 человек.
Также в состав совета входили 2 шоссейные будки с общим населением 6 человек и 1 лесной дом — 5 жителей. Постановлением ВЦИК «О реорганизации сети районов Крымской АССР» от 30 октября 1930 года из Феодосийского района был выделен (воссоздан) Старо-Крымский район (по другим сведениям 15 сентября 1931 года) и совет включили в его состав. Указом Президиума Верховного Совета РСФСР от 21 августа 1945 годаСалынский сельсовет был переименован в Грушевский. С 25 июня 1946 года Грушевский сельсовет в составе Крымской области РСФСР, а 26 апреля 1954 года Крымская область была передана из состава РСФСР в состав УССР. В 1959 году был ликвидирован Старокрымский район и совет присоединили к Судакскому. На 15 июня 1960 года в составе совета числились 2 населённых пункта: Грушевка и Холодовка. Указом Президиума Верховного Совета УССР «Об укрупнении сельских районов Крымской области», от 30 декабря 1962 года Судакский район был упразднён и сельсовет присоединили к Белогорскому. 1 января 1965 года, указом Президиума ВС УССР «О внесении изменений в административное районирование УССР — по Крымской области», включили в состав Кировского. На 1 января 1968 года в составе совета числились следующие населённые пункты:
- Высокое
- Грушевка
- Зелёное
- Переваловка
- Холодовка

К 1977 году Высокое и Зелёное были упразднены и совет обрёл современный состав. В 1979 году был воссоздан Судакский район и Грушевский сельсовет передали в его состав. С 12 февраля 1991 года село в восстановленной Крымской АССР. Постановлением Верховного Совета Автономной Республики Крым от 9 июля 1991 года Судакский район был ликвидирован, создан Судакский горсовет, которому переподчинили село. 26 февраля 1992 года Крымская АССР переименована в Автономную Республику Крым. С 21 марта 2014 года в составе Крыма аннексирован Россией. В рамках российского административно-территориального деления Крыма, созданного в 2014 году, Грушевский сельский совет был упразднён, а его территория входит в городской округ Судак.